# Gran Premi d'Itàlia del 1999
Resultats del Gran Premi d'Itàlia de Fórmula 1 de la temporada 1999 disputat al circuit de Monza el 12 de setembre del 1999.

## Resultats
| Pos | No | Pilot                 | Equip                  | Voltes | Temps/ Retirada  | Pos. de sortida | Punts |
| --- | -- | --------------------- | ---------------------- | ------ | ---------------- | --------------- | ----- |
| 1   | 8  | Heinz-Harald Frentzen | Jordan - Mugen - Honda | 53     | 1h 17' 02. 923   | 2               | 10    |
| 2   | 6  | Ralf Schumacher       | Williams - Supertec    | 53     | + 3.272 s        | 5               | 6     |
| 3   | 3  | Mika Salo             | Ferrari                | 53     | + 11.932 s       | 6               | 4     |
| 4   | 16 | Rubens Barrichello    | Stewart - Ford         | 53     | + 17.630 s       | 7               | 3     |
| 5   | 2  | David Coulthard       | McLaren - Mercedes     | 53     | + 18.142 s       | 3               | 2     |
| 6   | 4  | Eddie Irvine          | Ferrari                | 53     | + 27.402 s       | 8               | 1     |
| 7   | 5  | Alessandro Zanardi    | Williams - Supertec    | 53     | + 28.047 s       | 4               |       |
| 8   | 22 | Jacques Villeneuve    | BAR - Supertec         | 53     | + 41.797 s       | 11              |       |
| 9   | 11 | Jean Alesi            | Sauber - Petronas      | 53     | + 42.198 s       | 13              |       |
| 10  | 7  | Damon Hill            | Jordan - Mugen - Honda | 53     | + 56.259 s       | 9               |       |
| 11  | 18 | Olivier Panis         | Prost - Peugeot        | 52     | Motor            | 10              |       |
| Ret | 17 | Johnny Herbert        | Stewart - Ford         | 40     | Embragatge       | 15              |       |
| Ret | 15 | Toranosuke Takagi     | Arrows                 | 35     | Virolla          | 22              |       |
| Ret | 14 | Pedro de la Rosa      | Arrows                 | 35     | Retirat          | 21              |       |
| Ret | 1  | Mika Häkkinen         | McLaren - Mercedes     | 29     | Virolla          | 1               |       |
| Ret | 19 | Jarno Trulli          | Prost - Peugeot        | 29     | Sobreescalfament | 12              |       |
| Ret | 23 | Ricardo Zonta         | BAR - Supertec         | 25     | Rodes            | 18              |       |
| Ret | 20 | Luca Badoer           | Minardi - Ford         | 23     | Col·lisió        | 19              |       |
| Ret | 10 | Alexander Wurz        | Benetton - Playlife    | 11     | Part elèctrica   | 14              |       |
| Ret | 12 | Pedro Diniz           | Sauber - Petronas      | 1      | Virolla          | 16              |       |
| Ret | 9  | Giancarlo Fisichella  | Benetton - Playlife    | 1      | Virolla          | 17              |       |
| Ret | 21 | Marc Gené             | Minardi - Ford         | 0      | Col·lisió        | 20              |       |

## Altres
- Pole: Mika Häkkinen 1' 22. 432

- Volta ràpida: Ralf Schumacher 1' 25. 579 (a la volta 48)